# Eklutna Lake
Der Eklutna Lake ist ein rund elf Kilometer langer See in den Chugach Mountains in Alaska.
Er liegt im Norden des Chugach State Parks, etwa 21 Kilometer südlich von Palmer sowie 44 km nordöstlich von Anchorage. Gespeist wird der See vom Eklutna-Gletscher, der zwischen den Bergen The Mitre (2027 m) und Benign Peak (2205 m) ins Tal des Eklutna River mündet. Der Fluss, der auch den natürlichen Abfluss des Sees bildet, mündet bei Eklutna in den Knik Arm, einen Seitenarm des Cook Inlet. 
Der See wird vom 7,9 m hohen und 169 m langen Eklutna-Damm aufgestaut. Eine 7,18 km lange Druckleitung mit einem Durchmesser von 2,7 m führt vom Nordwestufer des Sees zum Wasserkraftwerk (⊙), welches das Wasser über einen 500 m langen Abflusskanal in den Knik River leitet. Die Durchflusskapazität liegt bei 18 m³/s. Das im Jahr 1955 in Betrieb genommene Kraftwerk besitzt zwei Francis-Turbinen mit je 23,5 MW Leistung.